# Dengizik
Dengizik (¿?-469) fue uno de los hijos de Atila. Sucedió a su hermano Elak como rey de los hunos junto a su otro hermano Ernak. Ambos hermanos gobernaron dos hordas separadas, aunque relacionadas entre sí, Dengizik las ramas occidentales y Ernak las orientales.
El historiador Jordanes relata que luego de la batalla de Nedao en el 454 ambos hermanos atacaron a los ostrogodos, los cuales se habían independizado de sus señores hunos, pero fueron derrotados por Valamiro.
Alrededor del 465 Dengizik y Ernak enviaron embajadores a Constantinopla solicitando establecer un mercado para el intercambio de provisiones. Esta solicitud fue rechazada por las autoridades romanas lo cual llevó a Dengizik a atacar a los romanos, aunque esta vez no contó con la ayuda de su hermano Ernak. Cruzó el río Danubio helado en el 467 pero fue derrotado en batalla por los romanos y los ostrogodos. La guerra terminó en el año 469 con Dengizik asesinado según las fuentes por Anagastes, el general romano-godo de Tracia. Su cabeza fue enviada a Constantinopla.